# لحيعة ينوف الأول
لحيعة ينوف بن شرحبيل يكف (نحو 440م - بعد 502م): أحد ملوك عصر ملوك سبأ وذي ريدان وحضرموت ويمنت وأعرابهم في الطود وتهامة. وهو معروف جيداُ في فترة الحكم المشتركة مع والده. في البداية ذكر مع والده شرحبيل يكف وإخوته "أبو شمر نواف" و"معد كرب ينعم"، ثم يختفى شقيقه أبو شمر نوف من اللقب الملكي، ويبقى اسم "لحيعة" مع والده شرحبيل يكف وشقيقه "معد كرب ينعم"، ومن الملاحظ أن اسم "لحيعة" كان مقدماً في اللقب الملكي بعد والده، وبذلك يكون هو الوريث الشرعي.
أول ظهور لاسمه كان في العام 582 حـ بالتقويم الحميري الموافق 472م.وقد اشترك لحيعة ينوف وشقيقه "أبو شمر نواف" في الحروب التي قادها والده شرحبيل يكف ضد قبائل ومدن وسط وشمال وشرق الجزيرة العربية في العام 474م.يمكننا افتراض أن "لحيعة ينوف" وصل إلى الحكم في فترة ما من ثمانينات القرن الخامس الميلادي. وآخر نقوش "لحيعة" مؤرخ بسنة 612 في التقويم الحميري الموافق 502م، وذكر معه أبنائه وأحفاده (شرحبيل يكف، مرثد ألن ينعم، وأبو شمر نوف، ولحيعة ينوف)، ولكن دون نعت ملك.النقش الأخير الذي نشره كريستيان روبن يوحي بأن لحيعة ينوف من أسرة هصبح (في التراث العربي: أصبح)، وبذلك يكون والده شرحبيل يكف من هذه الأسرة.
وفقاً للآثار المتوفرة، يمكننا افتراض أن بعد "لحيعة ينوف"، اعتلى العرش ابنه "مرثد ألن ينعم" (502م -504م)، المشهور في كتب التراث العربي باسم مرثد الخير (ينعم: الخير)، ولم يصلنا لهذا الملك، سوى نقش واحد مؤكد، وآخر مرجح.ثم تلاه مرثد ألن ينوف والذي حكم بدءاً من العام 504م تقريباً.

### هوامش
1. ↑  آخر ذكر لاسم "أبو شمر نواف الأول" في سنة 474م، ربما هلك في الحرب التي قادها والده على وسط الجزيرة العربية (Maʾsal 3). من المؤكد أن "أبو شمر" قد اختفى في حياة والده، وانفرد الإخوة "لحيعة ينوف" و"معد كرب ينعم" مع والدهم. نسخة محفوظة 2023-07-10 على موقع واي باك مشين.
2. ↑  من المثير للاهتمام، أن لحيعة يظهر في هذا النقش دون نعت "ملك"، وهو ليس أمراً غريب، حيث لدينا نقش للملك أبو كرب أسعد يذكر نفسه دون نعت ملك (النقش: ẒM 5 + 8 + 10). هناك احتمالات وفرضيات أخرى، منها: أن في وقت تدوين النقش ربما أن العرش انتقل إلى أحد ابنائه شرحبيل يكف الثاني أو مرثد ألن ينعم، أو أنه كان شاغراً، ولحيعة هنا بصفته متقاعد، والدليل ذكره أنه من بني "معاهر وهصبح"، وذلك على نقيض ما هو معلوم من أن الملوك لا يذكرون أصولهم في النقوش الملكية، ولكن ربما المقصود أن "بنوه" كانوا أمراء على أراضي معاهر وهصبح، وهي إقطاعات لهم. الفرضية الأخيرة، وهي أن في بداية القرن السادس الميلادي، كانت أكسوم تسيطر على ساحل اليمن الغربي، وبذلك ضغطت على حمير، في إزالة أسرة شرحبيل يكف اليهودية، لينتقل الحكم من الملك اليهودي مرثد ألن ينعم إلى مرثد ألن ينوف المسيحي، الذي من المؤكد أنه ليس من هذه الأسرة.
3. ↑  يفترض عالم العربيات كريستيان روبن أن اسم "معاهر وهصبح" إنما هي إشارة إلى أن هؤلاء الأمراء كانت لهم "هصبح ومعاهر" كإقطاعات. مع ذلك، يجب علينا عدم إغفال ماوصلنا إلينا من رواية الأخباريون العرب أن حكم حمير انتقل من بيت أبو كرب أسعد إلى أسرة ذو أصبح، والتي جعلها النسابة تارة حميرية وتارة أخرى كهلانية.
4. ↑  النفش الموسوم بـ (CIH 620). وصلنا هكذا ([مجهول] ينعم ملك)، ويرجح أن الاسم الساقط هو [مرثد ألن] ينعم. وتجدر الإشارة إلى أن الباحثة "أيفونا جايدا" تفترض أن الاسم الساقط هو [معد كرب] ينعم. ولا يمكننا قبول هذا الرأي، حيث أن اسم معد كرب ينعم كان يرد دائماً بعد "لحيعة ينوف"، وبذلك لا يمكننا قبول صعوده إلى العرش قبل أخيه "لحيعة ينوف" الوريث الشرعي. ومن المؤكد حالياً وفق النقوش الحديثة، أن "معد كرب ينعم" لم يصل إلى العرش. ويمكننا إعادة بناء النقش هكذا: [مرثد ألن] ينعم ملك [سبأ وذي ريدان ريدان وحضرموت ويمنت وأعرابهم في الطود وتهامة بن لحيعـ]ـة ينوف ملك [سبأ وذي ريدان وحضرموت ويمنت وأعرابهم الطود وتهامة بن شر]حبيل يكف ملك [سبأ وذي ريدان وحضرموت ويمنت وأعرابهم الطود وتهامة]. نسخة محفوظة 2023-07-11 على موقع واي باك مشين.